# Timarcha pontavicei
Timarcha pontavicei là một loài bọ cánh cứng trong họ Chrysomelidae. Loài này được Marseul miêu tả khoa học năm 1883.